# Robert Morkowski
 Robert Morkowski  (ur. 21 sierpnia 1974) – polski koszykarz na pozycji skrzydłowego; wychowanek Zastalu Zielona Góra (1992–1995; 2006-2008); grał w zespole Spójni Stargard (1996–2004); w zespole Polpak Świecie (2004–2006); na koniec kariery był w zespole I ligowym AZS PWSZ Kalisz (2008–2009). Żona Anna, córki: Hanna i Jagoda.

## Życiorys
Robert Morkowski urodził się 21 sierpnia 1974. W roku 1992 w wieku 19 lat zadebiutował w ekstraklasowym zespole Zastal Zielona Góra, gdzie w sezonie 1992/1993 zagrał w 6 spotkaniach. W latach 1993–1996 w rozgrywkach PLK rozegrał w zielonogórskim zespole 58 meczów. W październiku 1996 zadebiutował w stargardzkim zespole Komfort Forbo Stargard, gdzie w sezonie 1996/1997 rozegrał 48 spotkań zdobywając w roku 1997 wicemistrzostwo Polski. W latach 1997–2004 rozegrał w ekstraklasowym stargardzkim zespole 251 spotkań. 29 marca 2003 będąc koszykarzem Komfortu Stargard zagrał w dwóch meczach w Stargardzie Szczecińskim z reprezentacją Tunezji, gdzie w składzie stargardzkiego zespołu byli m.in. zawodnicy: Piotr Nizioł, Artur Robak, Adam Hrycaniuk czy Kamil Piechucki. W 2004 zadebiutował w pierwszoligowym Polpak Świecie, w sezonie 2004/2005 uczestniczył w 40 meczach i po awansie do PLK grał dalej w tym klubie. Statystycznie w sezonie 2005/2006 miał 29 meczów. W roku 2006 powrócił do pierwszoligowego Grono Zielona Góra i  Wiecko Zielona Góra, gdzie zagrał do 2008 w 66 meczach. Koniec kariery w wieku 35 lat zakończył w 2009 grą w pierwszoligowym AZS PWSZ Kalisz. Statystycznie w sezonie 2008/2009 rozegrał 25 meczów.
Robert Morkowski najwięcej sezonów rozegrał w stargardzkim klubie (8), uczestnicząc w 297 spotkaniach i zdobył 2200 pkt. W całej swojej karierze wystąpił w 17 sezonach, zagrał w 523 meczach zdobywając 4011 pkt. ze średnią 7,7 pkt. W klubie zielonogórskim, gdzie rozpoczął karierę koszykarską zanotował sześć sezonów i zagrał w 127 spotkaniach. 
Po zakończeniu kariery grał i dalej gra w amatorsko w zielonogórskiej lidze Basketliga Zielona Góra. 26 kwietnia 2016 współorganizował i uczestniczył w 25-leciu zielonogórskiej ligi amatorów, gdzie z tej okazji rozegrano mecz między drużyną Aldemedu, a All Starsomem. 29 sierpnia 2021 uczestniczył wraz z innym byłymi zawodnikami Zastalu w towarzyskim meczu z aktualną wówczas drużyną Enei Zastal BC Zielona Góra (m.in. Dragan Apić, David Brembly, Devoe Joseph, Andy Mazurczak, Tony Meier, Krzysztof Sulima, Kacper Traczyk, Jarosław Zyskowski i Przemysław Żołnierewicz) z trenerem Oliverem Vidinem, a w zespole legend z trenerem Grzegorz Chodkiewicz zagrali m.in.: Łukasz Brzózka, Jarosław Kalinowski, Grzegorz Kukiełka, Piotr Olczak. Robert Morkowski jest dyrektorem sportowym Szkoły Mistrzostwa Sportowego Zastal Zielona Góra oraz pracownikiem Urzędu Marszałkowskiego w Zielonej Górze.

## Osiągnięcia
Na podstawie, o ile nie zaznaczono inaczej.

### Drużynowe
- wicemistrz Polski (1997)
- IV miejsce (1993)
- Uczestnik rozgrywek:
  - Koracia (1995/1996), (1996/1997), (1997/1998)
  - Meczu gwiazd I ligi (2007)

## Historyczne składy Roberta Morkowskiego (zawodnik)
Robert Morkowski jako wychowanek Zastalu Zielona Góra zagrał w pierwszym składzie w roku 1992. Grał w różnych zespołach i w różnych składach, z następującymi m.in. zawodnikami:

### Sezon 1992/1993
Robert Morkowski w 1993 grając w Zastalu zajął wraz z drużyną IV miejsce. Skład drużyny sezonu 1992/1993:
| Obrońcy    | Sebastian Bouge • Gvidonas Markevičius • Ryszard Mazur • Krzysztof Protasewicz • Mirosław Rajkowski • Paweł Szcześniak |
| Skrzydłowi | Krzysztof Chwirot • Siergiej Diemurin • Tomasz Krzyżyński • Robert Morkowski • Oskar Zadrejko                          |
| Środkowi   | Piotr Bortnowski • Jarosław Jechorek • Mirosław Łukowski                                                               |

### Sezon 1993/1994
Sezon 1993/1994 w Zastalu:
| Obrońcy    | Tomasz Duszyński • Gvidonas Markevičius • Ryszard Mazur • Mirosław Rajkowski • Mirosław Smyrak • Paweł Szcześniak                                                   |
| Skrzydłowi | Krzysztof Błaszczyński • Łukasz Brzózka • Krzysztof Chwirot • Siergiej Diemurin • Sebastian Kaszewski • Krystian Kozakiewicz • Tomasz Krzyżyński • Robert Morkowski |
| Środkowi   | Piotr Bortnowski |

### Sezon 1994/1995
Sezon 1994/1995 w Zastalu:
| Obrońcy    | Jarosław Bańda • Gvidonas Markevičius • Mirosław Rajkowski • Mirosław Smyrak • Paweł Szcześniak                                       |
| Skrzydłowi | Krzysztof Błaszczyński • Łukasz Brzózka • Siergiej Diemurin • Grzegorz Jasiczek • Rafał Jędryś • Tomasz Krzyżyński • Robert Morkowski |
| Środkowi   | Piotr Bortnowski • Mirosław Łukowski                                                                                                  |

### Sezon 1995/1996
Sezon 1995/1996 w Zastalu:
| Obrońcy    | Jarosław Bańda • Tomasz Duszyński • Ryszard Mazur • Paweł Szcześniak • Mitch Slusarski • Bartłomiej Welc   |
| Skrzydłowi | Łukasz Brzózka • Krzysztof Der • Rafał Jędryś • Sebastian Kaszewski • Tomasz Krzyżyński • Robert Morkowski |
| Środkowi   | Damian Andrałojć • James Costner • Clark Redmond                                                           |

### Sezon 1996/1997 (PLK – wicemistrzostwo)
Robert Morkowski zadebiutował w stargardzkim zespole w 1996. Grał w zespole stargardzkim w różnych składach. Spójnia w sezonie 1996/1997 rozpoczęła rozgrywki w PLK i na koniec sezonu zdobyła tytuł wicemistrza Polski grając w składzie:

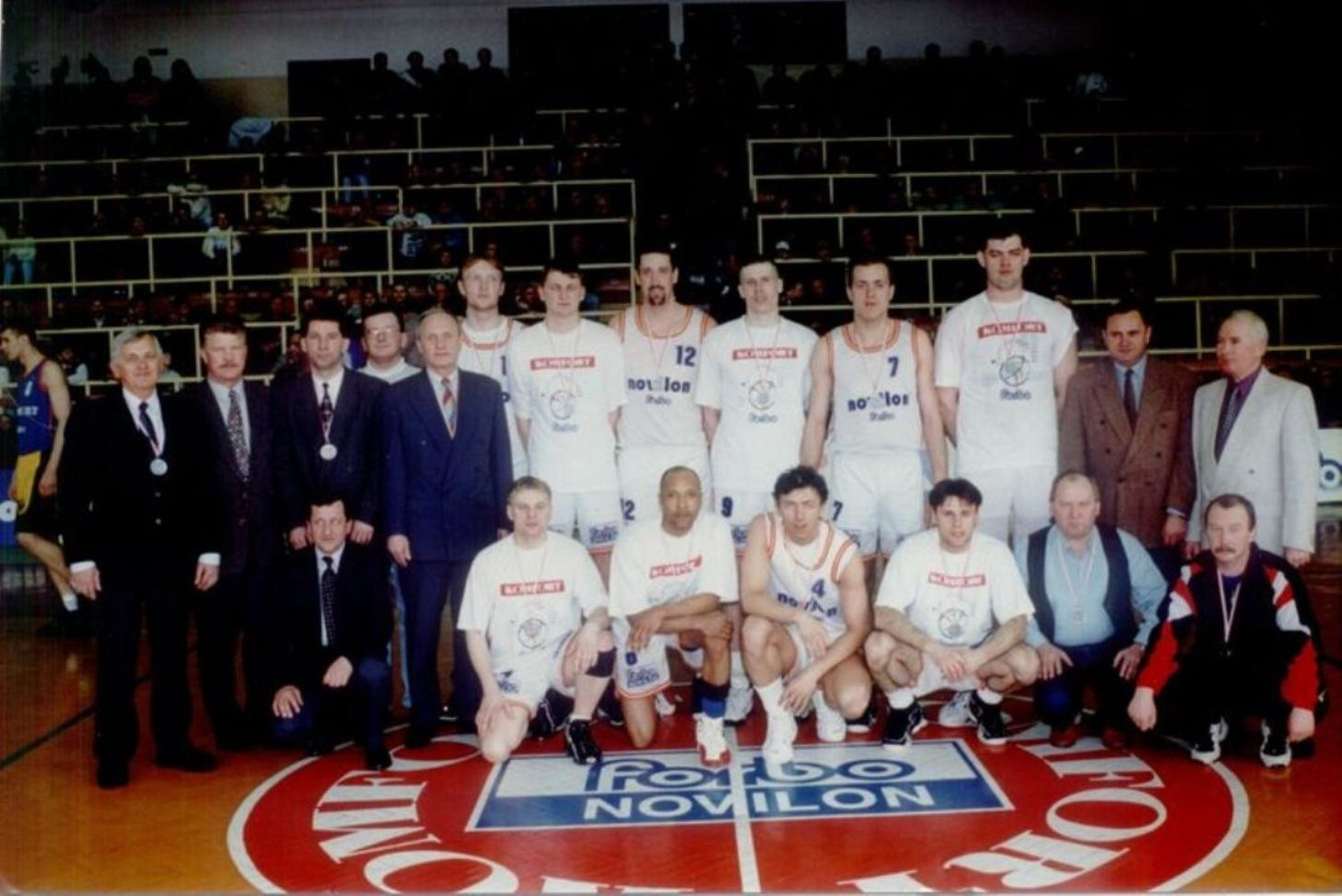
Stargard Szczeciński, 1997. Marek Cieliński w stargardzkim zespole wicemistrzowskim. Zawodnicy od lewej: Wiekiera, Morkowski, Mc Naull, Ignatowicz, Cieliński, Wilangowski, klęczą: Szczerbala, Wiliams, Sobczyński, Dubij

| Nr | Poz. | Nar.              | Nazwisko i imię        | Data urodzenia | Wzrost | Masa ciała |
| -- | ---- | ----------------- | ---------------------- | -------------- | ------ | ---------- |
| 7  | S    | Polska            | Cieliński, Marek       | 1969-04-25     | 198 cm |            |
| 5  | R    | Polska            | Dubij, Wiesław         | 1970-10-06     | 185 cm |            |
| 12 | C    | Stany Zjednoczone | McNaull, Joseph        | 1972-06-23     | 208 cm |            |
| 11 | R    | Polska            | Szczerbala, Robert     | 1971-01-09     | 172 cm |            |
| 14 | S    | Polska            | Morkowski, Robert      | 1974-08-21     | 200 cm |            |
| 4  | R    | Polska            | Sobczyński, Marek      | 1963-10-29     | 194 cm |            |
| 15 | S    | Polska            | Wiekiera, Paweł        | 1978-01-14     | 205 cm |            |
| 13 | S    | Polska            | Ignatowicz, Piotr      | 1975-02-07     | 195 cm |            |
| 8  | C    | Polska            | Grudziński, Wiktor     | 1978-04-09     | 207 cm |            |
| 6  | C    | Polska            | Wilangowski, Krzysztof | 1965-03-30     | 210 cm |            |
| 13 | R    | Stany Zjednoczone | Williams, Keith        | 1965-03-30     | 180 cm |            |

Trener:  Tadeusz Aleksandrowicz
 Asystenci: Krzysztof Koziorowicz

### Sezon 1998/1999 (PLK)
Rober Morkowski grał w Spójni w sezonie 1998/1999 w rozgrywkach PLK.

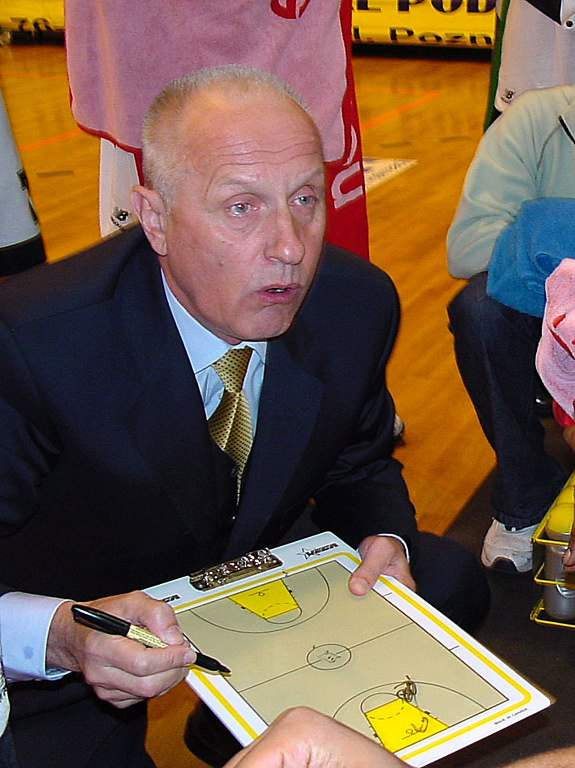
Tadeusz Aleksandrowicz był trenerem Morkowskiego

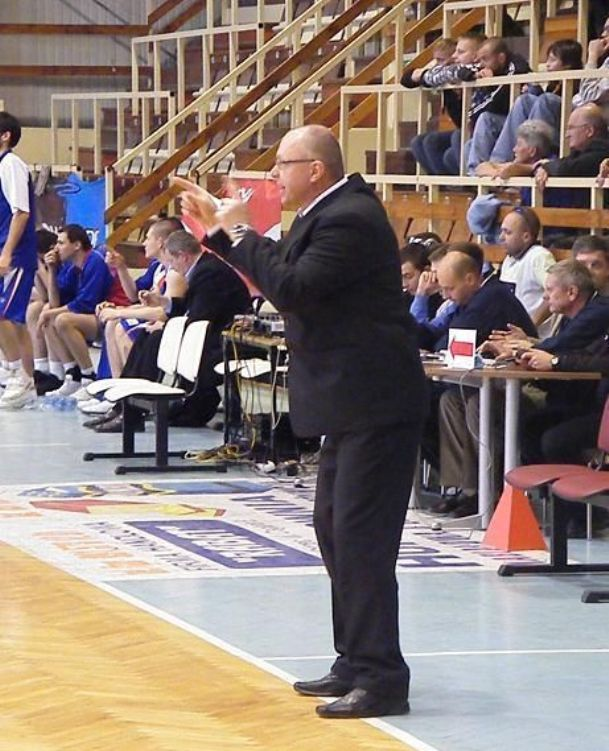
Mieczysław Major był trenerem Morkowskiego

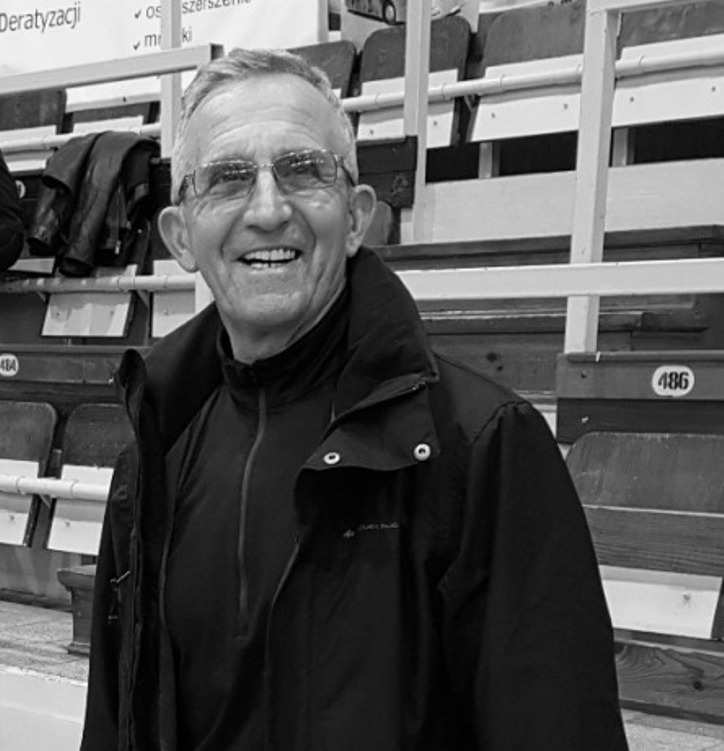
Ryszard Janik był trenerem Roberta Morkowskiego

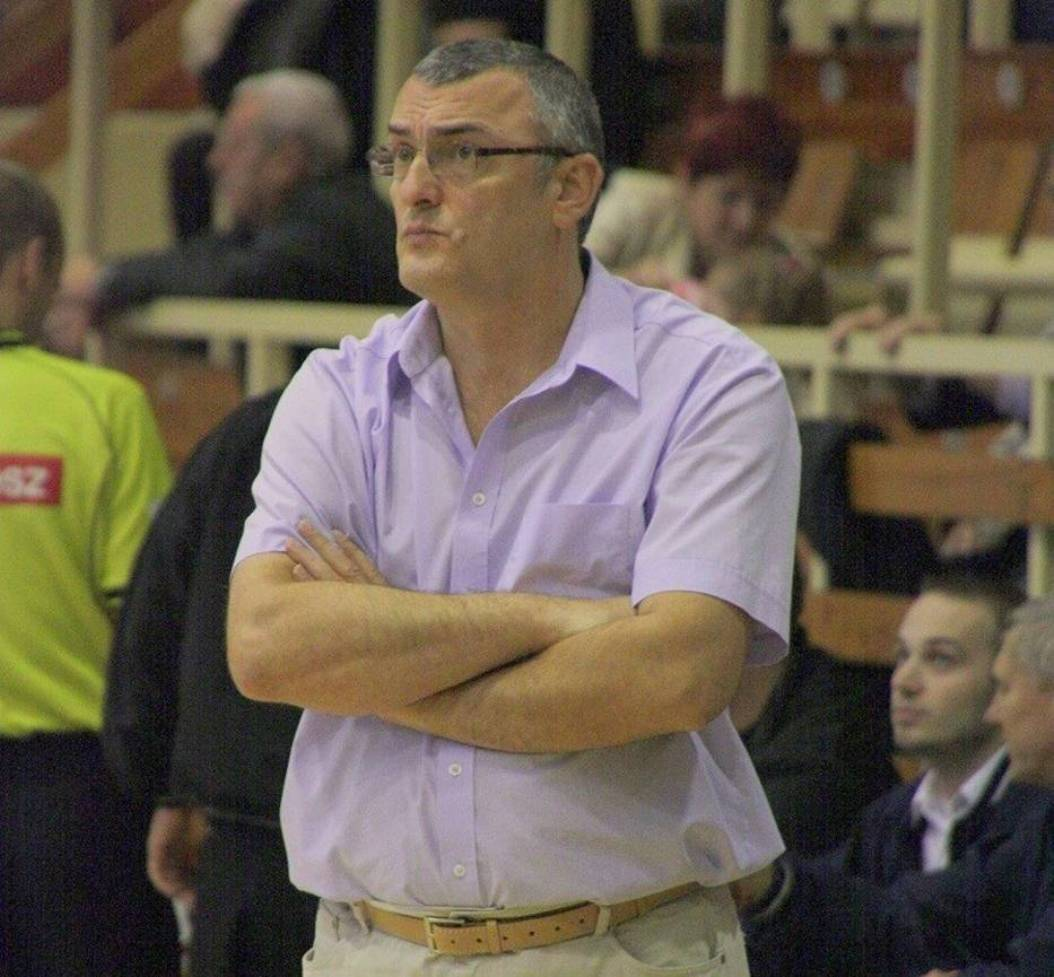
Grzegorz Chodkiewicz były trener Roberta Morkowskiego

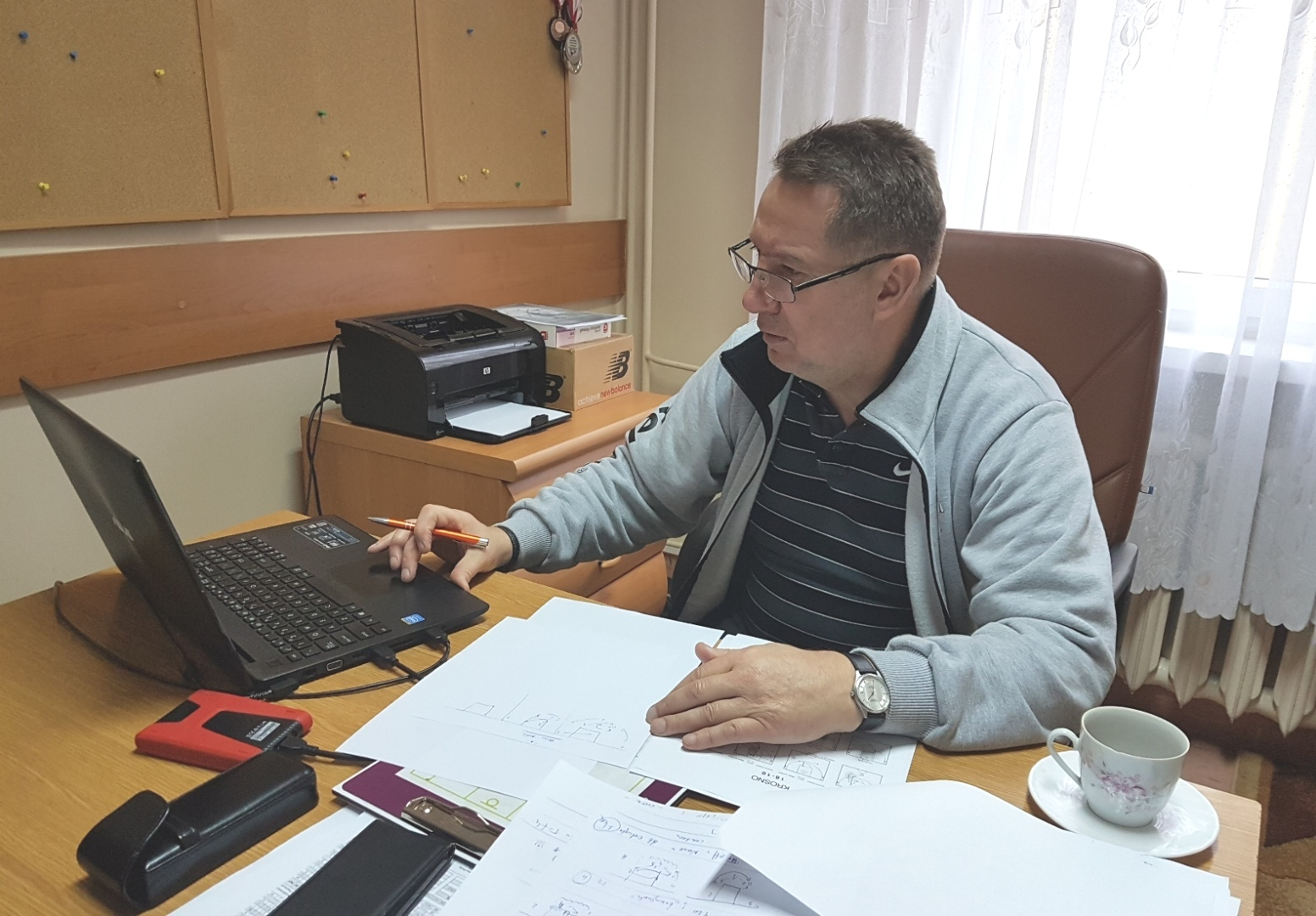
Krzysztof Koziorowicz były trener Roberta Morkowskiego

Skład z lat 1998/1999:
| Nr | Poz. | Nar.                | Nazwisko i imię        | Data urodzenia | Wzrost | Masa ciała |
| -- | ---- | ------------------- | ---------------------- | -------------- | ------ | ---------- |
| 3  | R    | Polska              | Kościuk, Robert        | 1969-01-17     | 186 cm |            |
| ?  | S    | Polska              | Krzemiński, Łukasz     | 1980-06-16     | 201 cm |            |
| 7  | S    | Polska              | Cieliński, Marek       | 1969-04-25     | 198 cm |            |
| 10 | S/C  | Polska              | Molenda, Andrzej       | 1975-02-07     | 203 cm |            |
| 8  | S/R  | Stany Zjednoczone   | Upshaw, Kelvin         | 1959-12-16     | 188 cm |            |
| 6  | C    | Stany Zjednoczone   | Stern, Jeff            | 1968-08-24     | 208 cm |            |
| 15 | C    | Polska              | Grudziński, Wiktor     | 1978-04.-9     | 207 cm |            |
| 14 | S    | Polska              | Morkowski, Robert      | 1974-08-21     | 200 cm |            |
| 15 | S    | Polska              | Wiekiera, Paweł        | 1978-01-14     | 205 cm |            |
| ?  | S    | Polska              | Kurkianiec, Kamil      | 1980-01-13     | 190 cm |            |
| 5  | R    | Litwa               | Aidietis, Giedrius     | 1974-03-12     | 206 cm |            |
| ?  | ?    | Stany Zjednoczone   | Veney, Keith           | 1974-12-20     | 185 cm |            |
| ?  | C    | Serbia i Czarnogóra | Slivancanin, Slobodan  | 1972-05-01     | 209 cm |            |
| ?  | C    | Stany Zjednoczone   | Conlisk, Robert        | 1972-04-08     | 211 cm |            |
| ?  | S    | Serbia i Czarnogóra | Dragutinović, Vladimir | 1967-06-20     | 192 cm |            |
| ?  | C    | Stany Zjednoczone   | Sneed, Chris           | 1974-04-22     | 200 cm |            |
| ?  | ?    | Polska              | Bąk, Marcin            | 1972-06-19     | 196 cm |            |
| ?  | R    | Polska              | Mila, Krzysztof        | 1970-06-06     | 186 cm |            |
| ?  | S    | Polska              | Nowak, Michał          | 1980-09-27     | 198 cm |            |

Trener:  Tadeusz Aleksandrowicz
 Asystenci: Mieczysław Major

### Sezon 2003/2004 (rozgrywki w PLK, spadek do I ligi)
Robert Morkowski grał w Spójni w sezonie 2000/2001 grała w zawodowej LBL rozgrywek w PLK. Był to ostatni sezon jaki zagrał w Spójni, która spadła do I ligi. Skład:
| Nr | Poz. | Nar.              | Nazwisko i imię      | Data urodzenia | Wzrost | Masa ciała |
| -- | ---- | ----------------- | -------------------- | -------------- | ------ | ---------- |
| ?  | O    | Polska            | Baszak, Tomasz       | 1982-02-11     | 183 cm |            |
| ?  | O    | Stany Zjednoczone | Harrington, Greg     | 1979-09-18     | 188 cm |            |
| 14 | S    | Polska            | Morkowski, Robert    | 1974-08-21     | 200 cm |            |
| 7  | O    | Polska            | Nizioł, Piotr        | 1969-01-15     | 190 cm |            |
| 15 | C    | Litwa             | Stulga, Gintaras     | 1973-02-21     | 211 cm |            |
| ?  | O    | Stany Zjednoczone | Darby, Brant         | 1981-06-06     | 182 cm |            |
| ?  | C    | Stany Zjednoczone | Mazur, Marc          | 1979-01-09     | 208 cm |            |
| ?  | S    | Polska            | Soczewski, Arkadiusz | 1982-06-09     | 201 cm |            |
| ?  | O    | Polska            | Wiliński, Piotr      | 1983-02-12     | 182 cm |            |
| ?  | S/C  | Polska            | Hrycaniuk, Adam      | 1984-03-15     | 206 cm |            |
| ?  | O    | Polska            | Leończyk, Paweł      | 1986-10-05     | 203 cm |            |
| ?  | O/S  | Polska            | Mazur, Hubert        | 1984-06-10     | 189 cm |            |
| ?  | O    | Stany Zjednoczone | Miller, Roland       | 1977-04-06     | 190 cm |            |
| ?  | O    | Polska            | Piechucki, Kamil     | 1983-07-28     | 186 cm |            |
| ?  | S    | Polska            | Sudowski, Maciej     | 1977-02-13     | 206 cm |            |
| ?  | O    | Polska            | Szagdaj, Wojciech    | 1985-08-28     | 187 cm |            |
| ?  | S    | Polska            | Kamiński, Bartosz    | 1983-05-12     | 202 cm |            |

Trener:  Mieczysław Major
 Asystenci: Grzegorz Śpiewak, Ryszard Janik

## Ciekawostki
Ciekawostki związane z Robertem Morkowskim:
- pierwszym obiektem, gdzie Robert Morkowski jako junior trenował i grał w Drzonkowie do marca 1992 roku, następnie w nowej hali sportowej położonej przy ulicy Szafrana w Zielonej Górze;
- Robert Morkowski zagrał w 523 meczach zdobywając 4011 pkt. ze średnią 7,7 pkt.;
- karierę koszykarską zakończył w wieku 35 lat w 2009 grą w pierwszoligowym AZS PWSZ Kalisz, gdzie rozegrał 25 meczów;
- boiskowy pseudonim: „Morkoś” i „Fikiel”.